# Agustín Dávila
Fabián Agustín Dávila Silva (Rivera, 5 de janeiro de 1999) é um futebolista uruguaio que atua como atacante. Atualmente joga pelo Liverpool de Montevidéu, emprestado pelo Peñarol.

## Carreira do clube
Dávila é formada pela academia de jovens do Peñarol. Em 31 de agosto de 2017, o clube espanhol Real Sociedad anunciou a contratação de Dávila por um empréstimo de dois anos com opção de compra.
Em 3 de fevereiro de 2018, Dávila estreou no time reserva do Real Sociedad B, que joga na Segunda División B. Ele entrou como substituto aos 81 minutos no lugar de Marcos Celorrio Yécora na vitória de seu time por 1-0 sobre o SD Amorebieta. Ele voltou ao Peñarol após o término do contrato de empréstimo, uma vez que o time espanhol decidiu não realizar sua opção de compra.
Em 6 de outubro de 2019, Dávila fez sua estreia profissional na derrota do Peñarol por 1-0 contra o Liverpool Montevidéu.

## Carreira internacional
Dávila jogou na seleção uruguaia de futebol sub-20, que terminou em terceiro no Campeonato Sul-Americano Sub-20 de 2019. Em 20 de janeiro de 2019, ele marcou dois gols na vitória de sua equipe por 3-1 contra o Equador na fase de grupos do torneio.

## Vida pessoal
Dávila é neto de Walkir Silva, que marcou o segundo gol de Peñarol na vitória por 2 a 0 sobre o Aston Villa na Copa Intercontinental de 1982.